# Meridian 59
Meridian 59 ist ein Online-Rollenspiel. Es wurde 1996 von 3DO auf den Markt gebracht und ist seit 2012 Open Source. Es gilt als das erste Massen-Mehrspieler-Online-Rollenspiel (MMORPG) mit 3D-Grafik.
Es bietet eine persistente Welt und einen 3D-Grafik-Client zur Darstellung der Spielewelt. Die Spieleranzahl pro Server ist mit 150 bis 180 Spielern noch relativ klein, jedoch wurde Meridian als erstes 3D Massively Multiplayer Game (3D-MMORPG) der Öffentlichkeit vorgestellt und trat damit einen Siegeszug durch die noch junge Internetwelt an.

## Spielmechanik

### Beschreibung
In Meridian 59 bewegt sich der Spieler in einer dreidimensionalen Umgebung. Spieler, Gegner und bewegliche Objekte werden als zweidimensionale Sprites dargestellt.
Im Falle des Todes verliert die Spielfigur einen Lebenspunkt, für dessen Rückgewinnung mit bis zu einer Stunde Spielzeit gerechnet werden muss. Weiterhin besteht im Falle des Todes der Spielfigur bei jeder der Spielfigur bekannten Fähigkeit die Möglichkeit, dass sich die Effektivität bei der Verwendung der Fähigkeit verschlechtert. Mit dem Ergebnis, dass weit entwickelte Spielfiguren beim Tod deutlich mehr Nachteile erleiden als weniger gut ausgebildete. Um bei einem voll ausgebildeten Charakter diese Verluste komplett auszugleichen, kann eine weitere Stunde Spielzeit oder mehr erforderlich werden.
Eine weitere Besonderheit besteht darin, dass Spielfiguren beim Tod ihre gesamte Habe fallen lassen, welche dann von anderen Spielern aufgehoben werden kann. Diese können die Gegenstände an die verstorbene Spielfigur zurückgeben, können sie aber auch behalten. Sofern ein Spieler beim Aufheben nicht von einem dritten Spieler gesehen wird, ist für den Spieler der verstorbenen Spielfigur nicht unmittelbar feststellbar, wer seine Besitztümer aufgehoben hat. Dieses Prinzip wird nur dadurch eingeschränkt, dass es einen Zauber gibt, mit dessen Hilfe Gegenstände an einen bestimmten Spieler gebunden werden können, sowie dadurch, dass Spielfiguren eine gewisse Mindeststufe erreicht haben müssen, damit sie die Besitztümer einer gestorbenen Spielfigur an sich nehmen dürfen. Da der Zauber zum Binden von Gegenständen jedoch sehr kostspielig ist und die Mithilfe mindestens zweier weiterer Spieler erfordert, wird von ihm selten Gebrauch gemacht, so dass ein Spieler im Falle des Todes seiner Spielfigur in der Regel damit rechnen muss, alle mitgeführten Gegenstände zu verlieren.
Um den drastischen Strafen im Falle des Todes der Spielfigur zu entgehen, wurde in frühen Programmversionen von Meridian 59 durch die Spieler von der Möglichkeit des sofortigen Ausloggens (z. B. durch zwangsweises Beenden des Programms über das Betriebssystem) Gebrauch gemacht. Dabei wurde die Spielfigur tatsächlich sofort aus der Spielwelt entfernt und weiterer Schaden verhindert. Als zusätzlicher Vorteil kam hinzu, dass eine danach wieder eingeloggte Spielfigur bis zum ersten Bewegen der Figur nicht zum Ziel von Monstern werden konnte, auch wenn diese ganz in der Nähe standen.
Da diese Möglichkeit von fast allen Spielern auch im Kampf Spieler gegen Spieler (PvP) genutzt wurde, machte sich in der Gemeinschaft allmählich ein gewisser Unmut darüber breit, dass als Erfolg so gut wie niemals ein gewonnener Zweikampf gezählt werden konnte, bei dem der Gegner zu Tode kam. Als Erfolg galt vielmehr, wenn der Gegner zum Ausloggen gezwungen wurde.
In späteren Versionen wurde daher ein Verfahren eingeführt, welches in all seinen Facetten eine Besonderheit darstellt und noch heute Teil des Gameplays ist. Danach wird die Spielfigur eines Spielers, der sich außerhalb eines sicheren Bereichs, wie zum Beispiel eines Gasthauses, ausloggt, nicht sofort aus dem Spiel genommen, sondern durch einen so genannten Logschatten ersetzt. Dieser Logschatten ist selbst nicht verwundbar und bleibt für eine gewisse Zeit bestehen. Anfangs waren dies 20 Minuten, später wurde die Zeit reduziert. Loggt sich der Spieler innerhalb dieser Zeit wieder ein, erhält er keine Strafe. Kommt er jedoch bis zum Ablauf der Frist nicht ins Spiel zurück, wird er bestraft.
Die Höhe der Strafe richtet sich nach der Häufigkeit dieses Verhaltens und nach dem Status des Spielers in der Gemeinschaft. So wird bei sehr seltenem Ausloggen keine Strafe verhängt, andererseits kann die Strafe im Extremfall deutlich heftiger ausfallen, als sie es beim Tod der Spielfigur gewesen wäre. Eine mögliche Strafe besteht darin, dass die Spielfigur einzelne Gegenstände aus ihrem Inventar fallen lässt, welche der Schatten bei seinem Verschwinden zurücklässt und welche von den umstehenden Spielern aufgehoben werden können.
Obwohl dieses Konzept eingeführt wurde, um Spieler daran zu hindern, sich durch Ausloggen einem PvP-Kampf zu entziehen und stattdessen bis zur Entscheidung zu kämpfen, änderte sich am Gameplay wenig. Spieler loggen sich nach wie vor aus und der Unmut in der Gemeinschaft wurde seither eher noch größer, weil nun zusätzlich noch Zeit investiert werden muss, um den Logschatten zu bewachen.
Da Spieler sehr genau darüber Bescheid wissen, ab wann sie mit einer höheren Logstrafe zu rechnen haben, vermeiden es viele von ihnen, während der „Abklingzeit“ sichere Orte zu verlassen und damit harte Strafen zu riskieren. Als Folge dessen übersteigt die Zahl der in Gaststätten verharrenden Spielfiguren bisweilen deutlich die Zahl derer, die an nicht sicheren Orten Quests lösen oder gegen Monster und andere Spieler kämpfen.
Damit sich die bezüglich ihrer PvP-Aktivitäten etwas eingeschränkte Gemeinschaft gelegentlich auch austoben kann, wird alle drei Wochen ein sogenannter „Frenzy“ abgehalten. Dabei wird der aktuelle Zustand der Server komplett eingefroren und nach der zweistündigen Veranstaltung unverändert wiederhergestellt. Alles, was eine Spielfigur während des Frenzys hinzugewonnen oder verloren hat, wird somit anschließend wieder rückgängig gemacht. Zusätzlich werden alle Spielfiguren zu Beginn eines Frenzys mit reichlich Zauberzutaten und mit hervorragenden Waffen und Rüstungsteilen ausgestattet. Während eines Frenzys betreiben Spieler üblicherweise ein ungehemmtes PvP-Spiel und die Innenstädte sind schließlich mit Leichen übersät. Manche Spielfiguren sterben in den zwei Stunden eines Frenzys sehr viel häufiger, als in den 3 Wochen zwischen den Frenzies.

### Strafen statt Belohnungen
In der Anfangszeit des gesamten Spielsegments, d. h. auch bei den MMORPGs anderer Anbieter, wurde von Seiten der Entwickler der eigene Einfluss auf das Verhalten der Spieler, ihre Abneigungen und Vorlieben, stark überschätzt. Die meisten Entwickler hatten ganz konkrete Vorstellungen davon, wie das von ihnen angebotene Spiel zu spielen war, damit daraus der größtmögliche Spielspaß hervorging. Spieler, die sich nicht an diese, teils offensichtlichen, teils verdeckten, Vorgaben hielten, wurden bestraft. Die Bestrafung bestand meistens in einem Malus beim Erfahrungsgewinn, erhöhtem Risiko für die Spielfigur und anderen Benachteiligungen. Bei Meridian 59 muss hierzu der erfolglose Versuch gewertet werden, die Spieler zu zwingen, im PvP bis zur Entscheidung zu kämpfen. Auch bei anderen Spielelementen wurde auf Strafen statt auf Belohnungen gesetzt. So z. B. bei Node-Angriffen, bei der erfolglosen Erledigung von Aufgaben oder bei gescheiterten Versuchen, sich bei einer Zauberschule anzumelden. Danach musste der Spieler oft mit einer zwar nicht dramatischen, aber trotzdem frustrierenden Strafe rechnen. Dies führte bei vielen Spielern dazu, dass sie die Lust an restriktiven Spielen verloren und sich dem wachsenden Markt von MMORPGs zuwandten, die statt mit Bestrafung mit Belohnungen arbeiteten. Bei diesen MMORPGs erhalten Spieler keinen Malus mehr, wenn sie sich nicht an Events beteiligen oder empfohlene Spielweisen ignorieren. Stattdessen erhalten diejenigen Spieler Belohnungen, die sich wie vom Anbieter gewünscht verhalten.

### Schulen
Waffenfertigkeiten – physischer Kampf, inklusive Ausweichen, Parieren, Waffenfertigkeiten, Bogenschießen, Schilder und Entwaffnen.
Shal'ill – ist eine sehr defensive Schule. Man hat die Möglichkeit, sich und andere zu heilen, sich aus Gefahrensituationen zu Teleportieren und auch den Kampf in einem Gebiet zu stoppen. Shal'ill bietet sehr nützliche Zauber und ist eine vergleichsweise billige Schule. Man benötigt positives Karma um die Sprüche zu kaufen und zu zaubern. Zirkel 1 benötigt ein Karma von +10, Zirkel 2 ein Karma von +20 usw.
Kraanan – eine Karma-neutrale Schule, die hauptsächlich Zaubersprüche zum Schutze und zur Verteidigung lehrt. Die Zaubersprüche von Kraanan sind ein Muss für jeden Krieger. Kraanan ist die vielleicht wichtigste Zauberschule die Meridian zu bieten hat. Außer dem beliebten Spruch Reparieren, mit dem sich viel Geld verdienen lässt, und dem Spruch Kraanans Kraft, der als einziger Spruch die Grundwerte erhöht, bietet Kraanan Schutzzauber gegen jede Art von Angriffen und den gefragten Zauber Illusionen auflösen, der das Portal in die Ork-Höhlen öffnet.
Qor – hoch wirkungsvolle Zaubersprüche, die jedoch auch viel Karma benötigen. An der Schule von Qor bilden sich Meuchler und Mörder weiter. Qor bietet Zauber, die sich vor allem im Kampf Spieler gegen Spieler als sehr nützlich erweisen. Durch solche Zauber wie Lähmen, Schwächen oder Vampirgriff lassen sich auch starke Gegner bezwingen. Man benötigt negatives Karma um die Sprüche zu kaufen und zu zaubern.
Faren – völlig chaotische, kaum zu kontrollierende Zaubersprüche mit überhaupt keiner Ausrichtung auf Karma. Faren bietet gute Angriffszauber, die auch aus großer Entfernung angewandt werden können. Allerdings macht man sich mit vielen Faren-Zaubern bei anderen Spielern unbeliebt, wenn man sie benutzt.
Riija – Riija bietet hauptsächlich Illusionszauber. Es gibt keine richtigen Angriffszauber, aber in Kombination mit anderen Zaubern lässt sich die Identität des Zauberers verstecken. Riija eignet sich gut um andere Spieler zu verwirren.
Jala – Jala ist die Schule der Barden in Meridian. Sie unterscheidet sich grundlegend von anderen Zauberschulen, denn man benötigt eine Laute um Jala-Zauber „singen“ zu können. Während man singt, fällt die Zauberkraft ab. Ist die Zauberkraft aufgebraucht, endet der Zauber.

## Geschichte
Meridian 59 wurde von den Near Death Studios entwickelt und 1996 in den USA von der 3DO Company auf den Markt gebracht. Ab Oktober 1997 wurde das Spiel in deutscher Sprache vollständig lokalisiert angeboten. Ab 2000 wurde das Angebot wegen der Insolvenz der Betreiber eingestellt. Allerdings wurde eine ältere Kopie des Renaissance Servers von einem 3DO Mitarbeiter auf deren FTP gepackt, welcher dann von einer Person, die sich Devil nannte, in Russland frei zugänglich betrieben wurde.

### Inoffizielle Server
Nach dem Leak der Serversoftware durch einen der Entwickler kurz nach der Schließung von 3DO, entstanden neben den offiziellen Meridian-59-Servern auch inoffizielle, sogenannte „Piratenserver“. Bei diesen gab es ursprünglich nur den Renaissance-Server, später auch den Resurrection-Server. Bei diesen Servern handelte es sich um Original-Software, also dieselbe Software die auch von den offiziellen Anbietern für das Betreiben des Spiels benutzt wurde. Angeblich wurde die Renaissance-Serversoftware von einem 3DO-Mitarbeiter auf einen FTP-Server gestellt und zum Download angeboten. Bei der Resurrection-Software wurde angeblich ein Server des deutschsprachigen Betreibers MDO gehackt. Die Hochzeit der Piratenserver waren die Jahre 2000–2004. Es hielt sich jedoch immer eine kleine Community, so dass es bis 2009 drei verschiedene Piratenserver gab.

### Wiederveröffentlichung
Im Mai 2002 erschien das Spiel jedoch erneut mit einem neuen Betreiber MDO Entertainment und dem schon früher in Meridian aktiven Lead Gamemaster Merrit. 2004 gab es ein beachtliches Grafikupdate, welches das alte Spiel auch optisch besser präsentiert. Der Anbieter Anja Oster MDO Entertainment hat den Betrieb der letzten zwei deutschen Server am 31. Dezember 2009 eingestellt. Das Spiel kann jedoch weiterhin kostenlos auf offiziellen Servern in den USA gespielt werden.

### Erweiterungen
Seit dem Start des Spiels im Jahr 1996 gab es mehrere Erweiterungen, die jeweils einen eigenen Namen trugen. Mit jeder Version wurden Teile des Spieles ergänzt oder grundlegend geändert.
| Erweiterungen | Erweiterungen                    |
| ------------- | -------------------------------- |
| 27. Apr. 1996 | Meridian 59 (beta)               |
| 27. Sep. 1996 | Meridian 59 (release)            |
| 18. März 1997 | Tal der Trauer (Vale of Sorrows) |
| 19. Juni 1997 | Revelation                       |
| 16. März 1998 | Renaissance                      |
| 1. Aug. 1998  | Insurrection                     |
| 26. Jan. 1999 | Dark Auspices                    |
| 6. Juli 1999  | Liberation                       |
| 13. Juni 2002 | Resurrection                     |
| 31. Okt. 2004 | Evolution                        |

Die kommerzielle Weiterentwicklung wurde eingestellt.

#### Tal der Trauer (Vale of Sorrows)
Hinzugefügt wurde ein dichtes Waldgebiet mit neuen Monstern und einem Manaknoten, der – und das war neu für dieses Segment – nur durch die Zusammenarbeit vieler Spieler erschlossen werden konnte. Außerdem wurden die Kampfzonen in der Kanalisation unter den Städten Barloque und Jasper erweitert.

#### Revelation
Das Spiel wurde um einen kompletten Kontinent mit einer Vielzahl neuer Zonen, 20 neuen Monstern und zwei neuen Zauberschulen erweitert. Der neue Kontinent war mit der alten Welt durch ein unterirdisches Tunnelsystem mit teilweise sehr gefährlichen Monstern verbunden. Das Tunnelsystem musste von der Seite der alten Welt aus mit einem neuen Zauberspruch geöffnet werden. Diese Erweiterung stellte die Serverbetreiber vor einige Herausforderungen. So waren, aufgrund einer Unüberlegtheit auf Seiten der Entwickler, die Zauberzutaten zum Öffnen des Tunnelsystems nur auf dem neuen Kontinent zu bekommen, was die Öffnung allein durch Spieler unmöglich machte und daher die Mithilfe von Barden und Admins erforderte. Weiterhin war die erste Version der Serversoftware sehr unstabil und sorgte für zahlreiche Serverabstürze.

#### Renaissance
Neben der Hinzufügung weiterer Kampfzonen besonders für Spieler mit hohem Level bestand die Hauptänderung dieser Erweiterung in der Einführung eines neuen Fraktionssystems: Jäger bzw. Necromancer. Beide Fraktionen waren verfeindet und ein Spieler konnte immer nur einer der beiden Fraktionen zur gleichen Zeit angehören. Mitglieder beider Fraktionen wurden mit deutlichen Verstärkungen ihrer Kampfkraft ausgestattet, insbesondere im Kampf gegen Mitglieder der jeweiligen Gegenfraktion. Zugleich war die Mitgliedschaft in einer dieser Fraktionen mit einem hohen Risiko verbunden. Wurde z. B. die Königin der Necromancer (ein NPC/Monster) getötet, so starben gleichzeitig alle Mitglieder dieser Fraktion, auch dann, wenn sie gerade nicht online waren. Damit wurden insgesamt starke neue Anreize für PvP-Kämpfe geschaffen.

#### Insurrection
Ein Flaggensystem wurde eingeführt. In vielen Zonen des Spiels wurden Flaggenmasten aufgestellt, die im Namen einer Fraktion erobert werden konnten und die dann unter der Flagge dieser Fraktion wehten. Danach erhielten Spieler, die der dort herrschenden Fraktion angehörten, besondere Verstärkungen ihrer Kampfkraft, während sie sich in dieser Zone aufhielten. Im Gegensatz zum Jäger/Necromancer-Fraktionssystem konnte diese Erweiterung die PvP-Aktivitäten der Spieler nur kurzfristig deutlich erhöhen. Später wurden Flaggeneroberungen überwiegend nur dann durchgeführt, wenn sich gerade zufällig eine günstige Gelegenheit dazu ergab.

#### Dark Auspices
Die wesentliche Neuheit war die Einführung privater Räume in verschiedenen Gaststätten. Dort konnte man ein Zimmer mieten, mit Hilfe eines NPCs einrichten und sogar bis zu zwei Kisten aufstellen, in denen Gegenstände gelagert werden konnten. Es gab verschiedene Schlüssel, die man z. B. auch an Freunde weitergeben konnte, die den Besitzer dann "zu Hause" besuchen konnten. Ferner wurden Schreine über das Land verteilt, die für die Verbesserung bestimmter Fertigkeiten geweiht werden konnten. Speziell für Krieger wurden Zauberstäbe, magische Schriftrollen und Tränke eingeführt, die sie befähigten, teilweise auch Magie einzusetzen.

#### Liberation
Offiziell wurde mit dieser Erweiterung vor allem auf vielfältige Wünsche der Spieler eingegangen. Das gesamte Kampfsystem wurde überarbeitet, dabei wurde mehr auf Fähigkeiten und Zaubersprüche gesetzt und diese teilweise drastisch verstärkt. Auch das Zusammenspiel der Spieler sollte mit diesen Änderungen verbessert werden. Neben den Änderungen im Spiel war es erstmals möglich, das Spiel mit einer monatlichen Flatrate zu einem festen Preis zu spielen, unabhängig von der Intensität der eigenen Spielaktivität.

#### Resurrection
Diese erste Version der neuen Entwickler nach Schließung aller Server aufgrund der Insolvenz der Vorbesitzer war von Grund auf überarbeitet. Dabei wurde auf einen fehlerfreien und stabilen Betrieb der Server wert gelegt, was auch umgesetzt werden konnte. Inhaltlich wurden die meisten Elemente der Vorgängerversionen übernommen, allerdings gab es umfangreiche Änderungen im Detail, z. B. welche Zaubersprüche zu welcher Schule gehören und was insgesamt von einer Spielfigur erlernt werden kann. Auch neue Zaubersprüche wurden hinzugefügt, einige alte gestrichen. Das System der Jäger/Necromancer wurde komplett aus dem Spiel genommen, aus Rücksicht auf die Serverstabilität, weil es von den neuen Entwicklern als eine kaum reparable „Bug-Ruine“ klassifiziert wurde.

#### Evolution
Dieses Update enthielt eine umfassende Verfeinerung und Erweiterung der grafischen Darstellung in Meridian 59. Damit sollte das etwas nostalgische Erscheinungsbild modernisiert werden und somit das Spiel besser mit den Anbietern neuerer Programme dieses Segments konkurrieren können. Obwohl tatsächlich eine beachtliche Verbesserung erreicht wurde, konnte das zweite Ziel nicht realisiert werden. Zu weit war Meridian 59 inzwischen von den grafischen Möglichkeiten moderner MMORPGs entfernt.

## Quellcode-Freigabe
Seit 15. September 2012 ist der Quellcode als freie Software unter der GPLv2 verfügbar, ausgenommen die Spielinhalte, d. h. Grafiken, Audiomaterial, die Beschreibung der Spielwelt etc.